# Laticauda frontalis
Laticauda frontalis — вид отруйних морських змій з родини аспідових.

## Поширення
Вид поширений у Вануату та на островах Луайоте в Новій Каледонії.

## Опис
Ця змія відрізняється від інших морських крайтів забарвленням із темними кільцями, перерваними на животі, жовтою верхньою губою, формою голови та географічним регіоном.